# Plecotus strelkovi
Plecotus strelkovi är en fladdermus i familjen läderlappar som förekommer i Centralasien.

## Utseende
Arten blir utan svans 48 till 59 mm lång och svanslängden är 42 till 51 mm. Den har 40 till 44 mm långa underarmar, 35 till 40 mm stora öron och en vikt av nästan 7 till 9 g. Ovansidans hår är nästan svart vid roten, i mitten gul och vid spetsen ljusare. Pälsfärgen varierar därför mellan mörkbrun, gulbrun och ljusgrå. Undersidans päls är allmänt mer gul och ljusare. Längre vitaktiga hår vid halsen och fram till öronen bildar en krage. Typiska är genomskinliga vingar med ljusbrun färg. Vid svansens spets finns ibland gles fördelade hår. Den mörka nosen skiljer sig tydlig från den vitaktiga huden i andra ansiktsdelar. Örats tragus har en längd av 18 till 19 mm. Typisk är två långsmala hörntänder i överkäken.

## Utbredning och ekologi
Denna fladdermus är känd från östra Iran, Afghanistan, Tadzjikistan, Kirgizistan, södra Kazakstan och nordvästra Kina. Kanske når den angränsande stater. Arten vistas i bergsstäpper med några trädgrupper. Troligtvis uppsöks ofta periodiska vattendrag.
Sammansättningen av födan, viloplatser och fortplantningssättet är inte kända.

## Hot
För beståndet är inga hot kända och Plecotus strelkovi är vanlig förekommande. IUCN listar arten som livskraftig (LC).